# سوسمارماهی شرقی
سوسمارماهی شرقی (نام علمی: Synodus orientalis) نام یک گونه از تیره سوسمارماهیان است.